# Trypanosoma ornata
Trypanosoma ornata – kinetoplastyd z rodziny świdrowców należący do królestwa Protista. Pasożytuje w formie trypomastigota w osoczu krwi rzęsiorka rzeczka (Neomys fodiens) niewielkiego ssaka owadożernego z rodziny ryjówkowatych. 
Jest to pasożyt o wydłużonym kształcie, długość ciała waha się w zakresie 20,50 – 40,90 μm, średnia szerokość wynosi 3,06 μm. Wola wić u zbadanych egzemplarzy nie występowała wcale lub była bardzo krótka i posiadała długość od 1,0 do 9,18 μm. Błona falująca trypanosoma ornata jest pofałdowana, słabo widoczna, przylegająca do ciała o szerokości 0,55 – 1,09 μm.
W cytoplazmie występuje kilka wakuoli. Wydłużone jądro o owalnym kształcie na końcach znajduje się w środku lub tylnej części ciała świdrowca. Kinetoplast jest mały, kształtu owalnego, zazwyczaj leży blisko brzegu błony falującej i jądra w tylnej części ciała w pobliżu jego końca lub w połowie odległości między jądrem a tylnym końcem ciała.
Występuje na terenie Polski.